# Naturalisme religieux

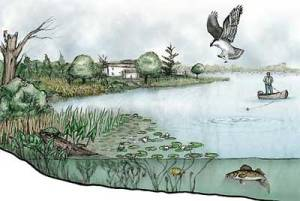
Tous les êtres vivants sont reliés et interdépendants.

Le naturalisme religieux est un courant spirituel dans lequel une vision naturaliste du monde est utilisée pour répondre à des problématiques et à des aspirations communes aux religions. Il a été décrit comme « une perspective qui trouve un sens religieux dans le monde naturel ».
Le naturalisme religieux peut être considéré comme une approche philosophique ou comme une orientation religieuse personnelle. Il est parfois considéré comme une alternative pour les personnes qui refusent d’adhérer à des traditions religieuses dans lesquelles le surnaturel joue un rôle important et il connaitrait un regain d'intérêt en raison des crises écologiques contemporaines.

## Aperçu
Le naturalisme est l'opinion selon laquelle le monde naturel est tout ce qui existe et que ses constituants, ses principes et ses relations sont la seule réalité. Tout ce qui se produit est considéré comme étant dû à des processus naturels, il exclut donc l'existence du surnaturel,. Comme le dit le physicien Sean Carroll :
« Le naturalisme se résume à trois choses :
1. Il n’existe qu’un seul monde, le monde naturel.
2. Le monde évolue selon des modèles ininterrompus, les lois de la nature.
3. La seule façon fiable de connaître le monde est de l’observer.

En résumé : le naturalisme est l’idée selon laquelle le monde qui nous est révélé par la recherche scientifique est le seul monde véritable. "
Le naturalisme religieux s'efforce de définir les limites de ce qui peut être considéré comme possible ou réel. Il exclut donc la conception d'un dieu personnel susceptible de provoquer des actions ou des miracles ainsi que l'existence d'une âme qui survivrait après la mort pour se référer seulement à ce qui est observable  de l'Univers. Selon cette vision, seule la compréhension du fonctionnement du monde naturel permet de déterminer pourquoi les choses sont telles qu'elles sont et peut nous indiquer comment nous comporter en fonction de ce qui est juste ou bon.

### En quoi est-il religieux?

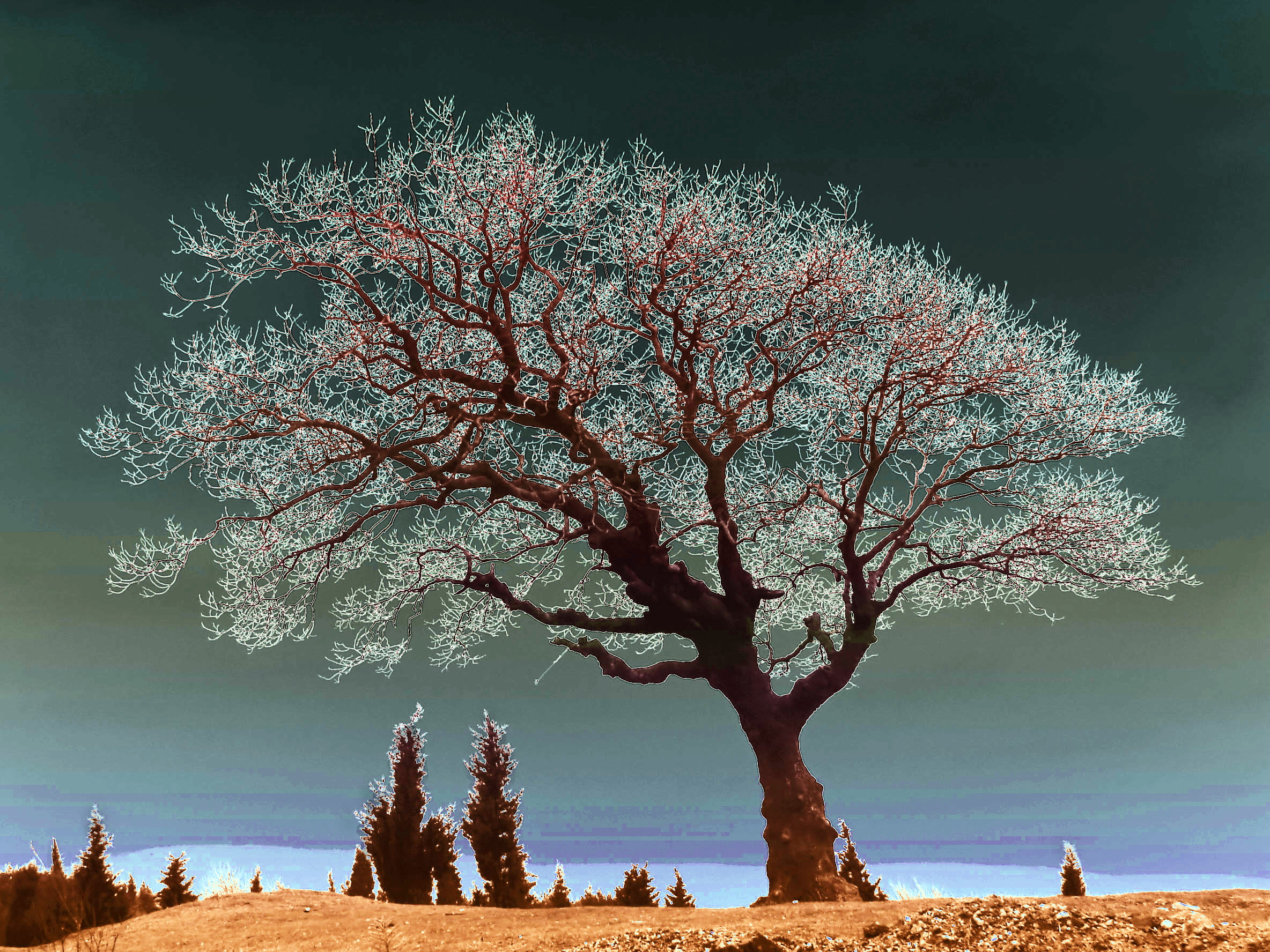
Les réponses religieuses à la beauté, l'ordre et à l'importance de la nature (en tant que conditions permettant toutes les formes de vie)

Le Naturalisme religieux partage un certain nombre de questions, d'aspirations, de valeurs, d'attitudes, de sentiments et de pratiques avec les autres traditions religieuses comme par exemple :
- des réponses interprétatives, spirituelles et morales aux questions sur la façon dont les choses sont et quelles choses ont de l'importance, [12]
- des croyances, des pratiques et une éthique qui orientent les gens vers « une vue d'ensemble »[13] (y compris de notre place par rapport à un cosmos vaste et ancien et vis-à-vis d'autres personnes et formes de vie),
- la poursuite d’« objectifs nobles » (tels que la recherche de la vérité, de la sagesse, de l’épanouissement, l'atteinte de  la sérénité, la compréhension de soi, l'établissement de la  justice et le développement d'une vie qui a un sens)[14].

Comme le déclare le professeur de philosophie Jerome Stone : « Une façon de comprendre ce que nous entendons par religion est de considérer qu’il s’agit de notre tentative de donner un sens à nos vies et de nous comporter de manière appropriée dans l’ensemble des choses. » 
Au sujet des distinctions entre les naturalistes religieux et les naturalistes non religieux, le philosophe des religions Loyal Rue a déclaré : « Je considère une personne religieuse ou spirituelle comme quelqu'un qui prend à cœur les préoccupations ultimes. » Il a noté que, même si les naturalistes « ordinaires » partagent des points de vue similaires sur ce qui peut se produire dans le monde, ceux qui se décrivent comme des naturalistes religieux prennent la nature plus « à cœur », en la considérant comme d'une importance vitale et comme quelque chose auquel ils peuvent réagir à un niveau profondément personnel.

## Des principes communs
Le premier principe du naturalisme religieux est qu’une vision naturaliste du monde peut servir de fondement à une orientation religieuse. Parmi les principes essentiels du naturalisme on trouve :
- La meilleure façon de comprendre les processus naturels passe par les méthodes scientifiques grâce auxquelles les scientifiques observent, testent et tirent des conclusions de ce qui est observé[18] et les non scientifiques apprennent de ce que les scientifiques ont décrit[19].
- Pour certains sujets, tels que le but la vie, son sens, la moralité et les problématiques émotionnelles ou spirituelles, la science peut avoir une valeur limitée et les perspectives de la psychologie, de la philosophie, de la littérature, de l'art, des mythes et de l'utilisation de symboles, peuvent contribuer à la compréhension de ces questions existentielles[20],[21].
- En raison des limites des connaissances humaines, certaines choses ne sont pas actuellement bien comprises, et d’autres pourraient ne jamais être connues[22].

Les principes communs liés au fait de placer la nature au centre de l’orientation religieuse incluent l’idée selon laquelle la nature est d’une importance ultime car ce sont ses forces et ses processus ordonnés qui permettent nos vies, toute vie, et qui font que toutes choses soient telles qu’elles sont. En tant que telle, la nature peut susciter des réponses religieuses qui peuvent varier pour chaque personne, comme par exemple :
- Un sentiment d'étonnement ou de respect face aux merveilles de nos vies et de notre monde, ainsi qu'à la beauté, à l'ordre et à la puissance que l'on peut voir dans la nature.[24]
- Un sentiment d'appréciation ou de gratitude pour le don de la vie et les opportunités d’épanouissement qui peuvent en découler[25].
- Un sentiment d'humilité, en nous considérant comme des parties infimes et éphémères d'un cosmos vaste et ancien[26].
- Une attitude d'acceptation du mystère, au sein duquel on apprend à se sentir à l'aise avec le fait que certaines choses ne peuvent pas être connues de façon à développer une tranquillité d'esprit.[27]
- Une révérence qui découle d'une vision du monde naturel comme sacré (c'est-à-dire digne de vénération religieuse).[24]

La nature n’est pas « vénérée » dans le sens d’une dévotion  envers une divinité. Le monde naturel est  plutôt respecté comme une source primaire de vérité car il exprime et illustre les divers principes de la nature qui permettent la vie et peuvent contribuer au bien-être.
Ainsi, l’apprentissage de la nature, y compris de la nature humaine (via des ressources académiques et artistiques et des expériences personnelles directes) est considéré comme précieux car il peut fournir une base de compréhension de la façon dont les choses sont et pourquoi elles sont telles qu'on les observe. Cet apprentissage permet d'élargir la conscience et l'appréciation de l'interdépendance entre toutes choses, ce qui permet de susciter un sentiment spirituel de connexion avec d'autres personnes et formes de vie. Il sert de point de référence pour répondre aux questions morales et religieuses et aux défis de la vie,, 

## Les fondements doctrinaux
Comme dans de nombreuses traditions religieuses, le naturalisme religieux adhère à une histoire qui décrit la façon dont on croit que notre monde et les êtres humains sont apparus.
En se basant sur les apports de la science, il définit que le cosmos a commencé il y a environ 13,8 milliards d'années comme une expansion massive d'énergie, qui a été décrite comme « le Big Bang ». En raison de forces et de processus naturels, cette expansion a conduit au fil du temps à l’émergence de la lumière, des particules nucléaires, des galaxies, des étoiles et des planètes. On pense que la vie sur Terre est apparue il y a plus de 3,5 milliards d'années, au départ sous forme de molécules qui se sont combinées de manière à leur permettre de se maintenir en tant qu'entités stables puis de s'auto-répliquer. Elles ont ensuite évolué vers des organismes unicellulaires puis vers des organismes multicellulaires variés qui, au fil du temps, ont abouti à des millions d'espèces, notamment des mammifères, des primates et des humains, vivant dans des écosystèmes interdépendants et complexes.
Cette histoire a été décrite comme « L’épopée de l’évolution »  et, pour les naturalistes religieux, elle fournit une base pour réfléchir à la façon dont les choses sont, quelles choses sont importantes et comment nous devrions vivre. Elle est également considérée comme ayant le potentiel d'unir tous les humains autour d'une compréhension commune de notre monde, y compris des conditions essentielles à toute vie,  car elle est basée sur les dernières connaissances scientifiques disponibles et est largement accepté dans de nombreuses cultures à travers le monde.
Du point de vue du naturalisme religieux, les humains sont considérés comme des êtres biologiques composés de substances naturelles et limités par les processus naturels. Ainsi, tout ce que nous pensons, ressentons, désirons, décidons et faisons est dû à des processus naturels et, après la mort, chaque personne cesse d’être, sans perspective de vie éternelle dans un au-delà ou de réincarnation. En raison de leur évolution à partir de racines anciennes communes, de nombreux processus qui permettent notre vie (y compris les aspects du corps et de l’esprit) sont partagés par d’autres types d’êtres vivants. En prenant conscience de ce que nous partageons, nous pouvons ressentir une sorte de parenté ou de connexion avec toutes les formes de vie. Cela nous emmène à reconnaître que toutes les formes de vie sont :
- dépendantes des conditions sur Terre (qui fournit l'atmosphère, le sol, la température, l'eau et d'autres besoins nécessaires à la vie) et également :
- interdépendantes avec d’autres formes de vie (en tant que sources de nourriture et en contribuant à des écosystèmes sains).

En reconnaissant et en appréciant la Terre comme un lieu privilégié du cosmos où la vie existe, cette planète et ses qualités propices à la vie génère un besoin de respecter, préserver et protéger les divers écosystèmes qui nous soutiennent.
Les adeptes du naturalisme religieux considèrent que les valeurs se sont développée avec l'émergence de la vie. Contrairement aux roches et autres objets inanimés qui n'effectuent aucune action intentionnelle, les êtres vivants ont un type de volonté qui les pousse à agir de manière à leur permettre de survivre et de se reproduire. Ainsi, la vie elle-même peut être considérée comme une valeur fondamentale/primaire  suivie par les choses qui favorisent la vie et le  bien-être. Beaucoup de naturalistes religieux considèrent que la reproduction et la continuation de la vie (un « credo de continuation ») constituent un objectif ou une aspiration à long terme.
De même, la moralité est considérée comme ayant émergé dans les groupes sociaux, en tant que normes de comportement et de promotion des vertus qui contribuent au bien-être de ces groupes. Les racines évolutives de ce phénomène peuvent être observées dans des groupes de primates et chez d'autres créatures, où l'empathie, l'aide aux autres, le sens de l'équité et d'autres éléments de moralité ont souvent été observés. Par ailleurs, dans la perspective du naturalisme religieux, la préoccupation morale est considérée comme s’étendant au-delà du bien-être des groupes humains pour atteindre une « écomoralité » qui inclut une préoccupation pour le bien-être des espèces non humaines.
Les partisans de ce courant croient que, dans la mesure où ils peuvent contribuer au développement de l'humilité, de la gratitude, de la compassion, et améliorer l'appréciation du monde naturel, ils contribuent également à l'intégrité personnelle, à la cohésion sociale et à la préservation des écosystèmes mondiaux.
Comme le suggère Donald Crosby, puisque la nature est au centre de leur engagement et de leur préoccupation religieuse, les naturalistes religieux peuvent « accorder à la nature le genre de respect, d’amour et de dévotion que nous, en Occident, réservions autrefois à Dieu ».

## Histoire
Les thèmes centraux du naturalisme religieux sont présents, dans diverses cultures, depuis des siècles. Mais les débats autour de l’utilisation de ce terme sont relativement récents.
Zénon (vers 334 – vers 262 avant notre ère, fondateur du stoïcisme) déclara :

« Toutes les choses font partie d'un seul système, qui est appelé la Nature;... La vertu consiste en une volonté en accord avec la Nature.. »

Des idées cohérentes avec le naturalisme religieux peuvent être observées dans d'anciens textes taoïstes (par exemple, dans le Dao De Jing) et dans certains concepts hindouistes (tels que le parabrahman, Dieu sans attribut). On les retrouve également dans des concepts occidentaux qui ne se concentrent pas sur les aspects actifs et personnels de Dieu, comme la vision de Dieu comme acte pur de Thomas d'Aquin, le Dieu de Saint Augustin comme étant lui-même et la vision de Dieu comme fondement de l'être de Paul Tillich. Comme l’a décrit le philosophe Wesley Wildman, des idées conformes au naturalisme religieux existent depuis longtemps dans le cadre des principales traditions religieuses, souvent discrètement et parfois dans des courants mystiques ou intellectuels issus de penseurs qui ne sont pas attirés par les affirmations surnaturelles.
Les premières utilisations du terme "naturalisme religieux" semblent remonter aux années 1800. En 1846, l'American Whig Review décrivait « un apparent « naturalisme religieux » » En 1869, la littérature de l'American Unitarian Association jugeait : « Le naturalisme religieux en diffère principalement par le fait qu'il étend le domaine de la nature plus loin dans l'espace et le temps... Il ne transcende jamais la nature". Ludwig Feuerbach écrivit que le naturalisme religieux était « la reconnaissance du Divin dans la nature » et aussi « un élément de la religion chrétienne », mais en aucun cas la « caractéristique » ou la « tendance » définitive de cette religion.

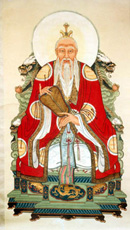
Lao Tseu, sage taoïste à qui on attribue la rédaction du Dao Te Jing.

En 1864, le pape Pie IX condamne le naturalisme religieux dans les sept premiers articles du Syllabus des Erreurs.
Mordecai Kaplan (1881-1983), fondateur du mouvement juif reconstructionniste, fut l’un des premiers défenseurs du naturalisme religieux. Il croyait qu’une approche naturaliste de la religion et de l’éthique était possible dans un monde désacralisé. Il considérait Dieu comme la somme de processus entièrement naturels.
Le terme est aussi attesté dans les années 1940 dans les écrits de George Perrigo Conger et d'Edgar S. Brightman. Peu de temps après, le sinologue Homer H. Dubs écrivit un article intitulé Religious Naturalism – an Evaluation, qui commence par « Le naturalisme religieux est aujourd'hui l'une des philosophies américaines les plus remarquables de la religion… ». Il y débat des idées publiées par Henry Nelson Wieman 20 ans plus tôt.
En 1991, Jerome A. Stone écrivit The Minimalist Vision of Transcendence dont le but est «d'esquisser une philosophie du naturalisme religieux ». L'utilisation du terme a ensuite été élargie dans les années 1990 par le philosophe des religions Loyal Rue, qui le connaissait grâce au livre de Brightman. Rue a discuté du concept avec la biologiste Ursula Goodenough (ils étaient tous deux membres de l'Institut sur la religion à l'ère de la science (IRAS)). Par la suite, Goodenough en fait le sujet de son livre The Sacred Depths of La nature et Loyal Rue en a parlé dans divers ouvrages, en particulier dans Religion is Not About God. Depuis 1994, de nombreux auteurs ont repris cette expression. Parmi eux on peut citer Chet Raymo, Stuart Kauffman et Karl E. Peters.

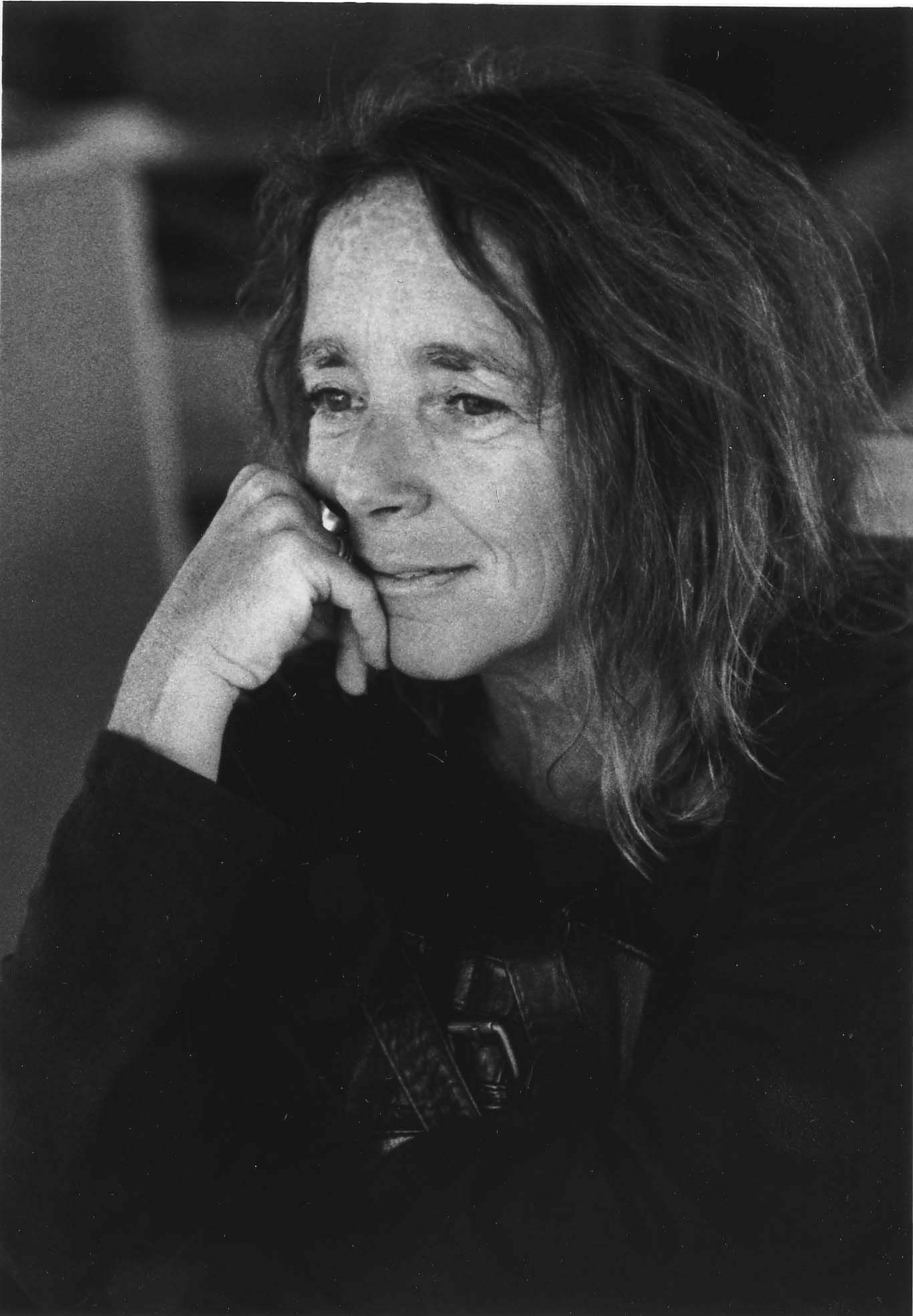
Ursula Goodenough

Mike Ignatowski déclare qu'«il y avait de nombreux naturalistes religieux dans la première moitié du 20e siècle et certains même avant cela», mais que «le naturalisme religieux en tant que mouvement n'a pris son essor que dans les années 1990 et a fait un grand pas en avant en 1998 lorsqu'Ursula Goodenough publia The Sacred Depths of Nature (Les Profondeurs sacrées de la nature), qui est considéré comme l'un des textes fondateurs de ce mouvement."
En 2005, la biologiste Ursula Goodenough déclara :

« Je professe ma foi. Pour moi, l’existence de toute cette complexité et conscience et intention et beauté, et ma capacité à les appréhender sert de sens ultime et de valeur ultime. La continuation de la vie s’étend, attrape sa propre queue et forme un cercle sacré qui ne nécessite aucune autre justification, aucun créateur, aucun sens super-ordonné du sens. Il n’y a pas d’autre but que de continuer la continuation jusqu’à ce que le soleil s’effondre ou qu'un météore finisse par nous heurter. Je confesse un credo de continuation. Et par là même, je confesse aussi un credo de continuation humaine,. »

L'ouvrage majeur de Loyal Rue, Nature is Enough, publié en 2011, traite de « La religion naturalisée, la nature sanctifiée » et de la « promesse du naturalisme religieux ».

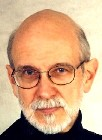
Jerome A. Stone

Dans sa chronique publiée en décembre 2008, Religious Naturalism Today: The Rebirth of a Forgotten Alternative (Le naturalisme religieux aujourd'hui : la renaissance d'une alternative oubliée), le Dr Jerome A. Stone présente le naturalisme comme une opinion autrefois oubliée dans la pensée religieuse mais qui connaît un renouveau rapide. Il cherche à explorer et à encourager des manières religieuses de répondre au monde sur une base complètement naturaliste, c'est-à-dire sans Être suprême ni fondement de l'être. Sa chronique couvre la naissance du naturalisme religieux, de George Santayana à Henry Nelson Wieman et explore brièvement le naturalisme religieux dans la littérature et l'art. Cet ouvrage analyse certaines des questions controversées qui divisent les naturalistes religieux, notamment celle de savoir si la puissance ou la bonté de la nature est au centre de l'attention, ainsi que de la validité d'utiliser le terme « Dieu ». Les contributions de plus de vingt naturalistes religieux contemporains sont présentées. Le dernier chapitre termine l’étude en explorant ce que signifie vivre intérieurement en tant que naturaliste religieux.
Le professeur de physique Chet Raymo écrivit qu'il était arrivé à la même conclusion que Teilhard de Chardin : « La grâce est partout » et que l'émergence naturaliste se voit en tout et est bien plus magique que les miracles religieux. Selon lui, une future religion de l’humanité devrait être œcuménique, écologique et adopter l’histoire fournie par la science comme la « cosmologie la plus fiable ».
L'auteure Carol Wayne White, professeure de philosophie à l'université Bucknell, décrit quant à elle l’humain comme une forme de vie émergeant de processus évolutifs et interconnectée à la biodiversité qui l'entoure, partageant une profonde homologie avec les autres êtres sensibles. Dans ses ouvrages Black Lives and Sacred Humanity et Toward an African American Religious Naturalism (Fordham Press, 2016), Carol White traite des formes d’injustice humaine et écologique qui se produisent (notamment au sein de la communauté afro-américaine) lorsque les humains ne reconnaissent pas leurs liens au vivant.
Comme le résume le physicien P. Roger Gillette :

« Ainsi est né le naturalisme religieux. Il prend au sérieux les découvertes de la science moderne, et est donc intrinsèquement naturaliste. Mais il prend aussi au sérieux les besoins humains qui ont conduit à l’émergence des systèmes religieux, et est donc également religieux. Il est religieux, au sens de la reconnection, en ce qu’il recherche et facilite la reconnexion humaine avec soi-même, sa famille, la  communauté humaine au sens large, l'écosystème local et global, et l'univers (...) La reconnexion religieuse implique l’amour. Et l’amour implique la préocupation, la préocupation du bien-être de la personne aimée. Le naturalisme religieux est donc marqué par le souci du bien-être de toute la nature. Cette préoccupation fournit une base et une conduite pour un comportement éthique envers tout l’univers saint unitaire. »

## Diverses écoles de pensée
La littérature relative au naturalisme religieux comprend de nombreuses variations dans le cadre conceptuel. On trouve divers courants : le naturalisme fondamental, l'humanisme religieux, le panthéisme, le panenthéisme et le naturalisme spirituel, qui ont chacun différentes manières de caractériser la nature.
Le débat actuel porte souvent sur la question de savoir si la croyance en un Dieu ou en un langage divin ont une place dans un cadre qui prend l'univers physique comme sa référence et les méthodes scientifiques comme ses seuls outils pour déterminer ce qu'est la Nature. Il existe diverses conceptions du naturalisme religieux :
- Une approche du naturalisme utilisant un langage théologique mais qui considère Dieu de manière métaphorique.
- Une approche utilisant un langage théologique, mais considérant la croyance en Dieu comme un acte de foi personnel, laissant la possibilité de son existence à l'appréciation du croyant.
- Une approche néo-théiste (théologie du process, religions progressistes, panthéisme, panenthéisme) – Gordon Kaufman, Karl E. Peters, Ralph Wendell Burhoe, Edmund Robinson
- Une approche non-théiste (concepts agnostiques et naturalistes du divin, paganisme Naturaliste) – Robertson lui-même, Stanley Klein, Stuart Kauffman.
- Une approche athée (aucun concept de Divin), que l'on observe chez certains naturalistes modernes, tenants du naturalisme philosophique, athéisme non-militant, antithéisme) C. Robert Mesle, Jerome A. Stone, Michael Cavanaugh, Donald A. Crosby, Ursula Goodenough, Daniel Dennett,et Carol Wayne White.
- Un mélange de perspectives individuelles  – Philip Hefner

La première catégorie comprend autant de sous-groupes qu’il existe de définitions distinctes de Dieu. Les croyants en une entité surnaturelle (transcendance) ne sont pas, par définition, des naturalistes religieux. Les athées forts ne sont pas non plus considérés comme des naturalistes religieux sensus stricto. Ce qui fait vraiment débat c'est la question d'une conception naturaliste de Dieu (immanence). Les théories spécifiques de Loyal Rue, Donald A. Crosby, Jerome A. Stone et Ursula Goodenough sont discutées par Michael Hogue dans son livre publié en 2010 The Promise of Religious Naturalism.
Parmi les conceptions de Dieu, Stone distingue : 
- Ceux qui conçoivent Dieu comme le processus créatif au sein de l'univers : par exemple, Henry Nelson Wieman.
- Ceux qui pensent Dieu comme la totalité de l'univers considéré sur le plan religieux : comme Bernard Loomer.
- Un troisième type de naturalisme religieux qui ne voit pas la nécessité d'utiliser le concept ou la terminologie de Dieu : Jerome Stone lui-même et Ursula Goodenough.

Jerome Stone souligne que certains naturalistes religieux ne rejettent pas le concept de Dieu, mais que quand ils utilisent ce concept, ils en altèrent radicalement l'idée, comme Gordon Kaufman qui définit Dieu comme un principe de créativité.
Mike Ignatowski quant à lui divise le naturalisme religieux en deux types seulement : théiste et non théiste.

## Défenseurs et critiques du naturalisme religieux

### Partisans
On peut considérer les partisans du naturalisme religieux sous deux angles. Le premier comprend des penseurs contemporains qui soutiennent le naturalisme religieux. L'autre comprend des penseurs historiques qui n'employaient pas forcément le terme « naturalisme religieux », mais qui ont développé des idées proches qui ont contribué au développement du naturalisme religieux. Parmi les théoriciens contemporains du naturalisme religieux on trouve : 
- Chet Raymo
- Loyal Rue
- Donald A. Crosby
- Jerome A. Stone
- Michael Dowd
- Ursula Goodenough
- Terrence Deacon
- Loren Eiseley
- Philip Hefner
- Ralph Wendell Burhoe
- Mordecai Kaplan
- Henry Nelson Wieman
- George Santayana
- Gordon D. Kaufman
- Stuart Kauffman
- Stanley A. Klein
- C. Robert Mesle
- Karl E. Peters
- Varadaraja V. Raman
- Ian Barbour
- Robert S. Corrington
- Wesley Wildman
- Carol Wayne White

Parmi les penseurs historiques, précurseurs du naturalisme, on trouve : 
- Lao-Tseu
- Albert Einstein
- W.E.B. Du Bois
- Aldo Leopold

### Critiques
Le naturalisme religieux a été critiqué sous deux aspects. L’un provient des religions monothéistes, qui sont en désaccord avec le rejet des naturalistes de la croyance en un Dieu personnel. Ce groupe comprend des partisans des religions traditionnelles juive, chrétienne et musulmane. L'autre critique provient de naturalistes non religieux qui ne sont pas d’accord sur le fait qu’un sens religieux puisse ou doive être associé aux vues du naturalisme scientifique. Dans ce groupe on trouve des partisans d'une vision matérialiste de la science comme :
- Richard Dawkins[75]
- John Haught[76]

## Communautés et leaders spirituels
Les naturalistes religieux utilisent parfois les structures sociales des religions traditionnelles, comme des rassemblements et des rituels communautaires. L'objectif est de favoriser un sentiment de communauté, d'unir les efforts des participants et d'approfondir la portée de leur compréhension. Certains autres groupes communiquent principalement en ligne. Voici quelques exemples connus de groupes de naturalistes religieux et de dirigeants de communauté :
- Religious Naturalist Association[78]
- Spiritual Naturalist Society[79]
- Unitarian Universalist Religious Naturalists[80]
- Groupe facebook "Religious Naturalism"[81]
- Universal Pantheist Society  foundée en 1975 – Pantheism is an intercepting concept with religious naturalism[82]
- La congregation Beth Or, une congrégation juive près de  Chigago dirigée par le rabin David Oler[83]
- La congregation of Beth Adam à Loveland dans l'Ohio conduite par le rabin Robert Barr[84]
- Le pasteur Ian Lawton, ministre de la Christ Community Church à Spring Lake dans le West Michigan et au Center for Progressive Christianity[85],[86]

Le naturalisme religieux fait l'objet de cours et de conférences dans certaines université et écoles de théologie,. Des articles sur ce courant ont été fréquemment publiés dans des revues, notamment Zygon, l'American Journal of Theology and Philosophy et l'International Journal for Philosophy and Religion.

## Les références
1. ↑  Jerome A. Stone, Religious naturalism today : the rebirth of a forgotten alternative, Albany, NY, State University of New York Press, 2008, xi, 226 (ISBN 978-1-4416-2106-1, OCLC 436281667, lire en ligne)
2. ↑  William R. Murry, Reason and reverence : religious humanism for the 21st century, Boston, MA, Skinner House Books, 2006, xvi (ISBN 1-55896-518-1, OCLC 69331976, lire en ligne)
3. ↑  Stone 2008, p. xii, 226-227.
4. ↑  Donald A. Crosby et Jerome A. Stone, The Routledge Handbook of Religious Naturalism, Oxon, Routledge, 2018, 3 p. (ISBN 9781351857536, OCLC 1022845932, lire en ligne), « Introduction »
5. ↑  « Naturalism definition and meaning », Collins English Dictionary
6. ↑  Donald A. Crosby, Living with ambiguity : religious naturalism and the menace of evil, Albany, State University of New York Press, 2008, ix-x (ISBN 978-1-4356-6689-4, OCLC 257016153, lire en ligne)
7. ↑  Sean Carroll. The Big Picture: On the Origins of Life, Meaning, and the Universe Itself. Dutton. 2016. page 20.
8. ↑  Ursula Goodenough, The sacred depths of nature: how life has emerged and evolved, New York, NY, 2nd, 2023, 1–3 p. (ISBN 978-0-19-766206-9)
9. ↑  Goodenough 2023, p. 5.
10. ↑  Stone 2008, p. 1,3-4.
11. ↑  Goodenough 2023, p. 220-222.
12. ↑  Goodenough 2023, p. 1.
13. ↑  Stone 2008, p. 227.
14. ↑  Loyal Rue, The Routledge Handbook of Religious Naturalism, Oxon, Routledge, 2018 (ISBN 9781351857536, OCLC 1022845932, lire en ligne), « Naturalizing Religion », p. 119
15. ↑  Stone 2008, p. 226.
16. ↑  Loyal Rue, Nature is Enough: Religious Naturalism and the Meaning of Life, New York, State University of New York Press, 2011, 110–111 p. (ISBN 9781438437996)
17. ↑  Goodenough 2023, p. 2-5.
18. ↑  Sean M. Carroll, The big picture: on the origins of life, meaning, and the universe itself, New York, New York, Dutton, 2016, 20 p. (ISBN 978-0-525-95482-8)
19. ↑  Ursula Goodenough, « My Covenant with Mystery », NPR,‎ 27 août 2010 (lire en ligne, consulté le 6 septembre 2023)
20. ↑  Donald A. Crosby, The Routledge Handbook of Religious Naturalism, Oxon, Routledge, 2018, 109 p. (ISBN 9781351857536, OCLC 1022845932, lire en ligne), « 10: Matter, Mind, and Meaning »
21. ↑  Donald Crosby, More than Discourse: Symbolic Expressions of Naturalistic Faith, State University of New York Press, 2014, 20 p. (ISBN 9781438453750)
22. ↑  Ursula Goodenough, The sacred depths of nature, Oxford, 1st, 1998, 167–168 p. (ISBN 978-0-19-513629-6)
23. ↑  Loyal Duane Rue, Nature is enough: religious naturalism and the meaning of life, Albany (N.Y.), State University of New York Press, 2011, 129 p. (ISBN 978-1-4384-3799-6)
24. 1 2  Crosby 2014, p. 86.
25. ↑  Walter B. Gullick, The Routledge Handbook of Religious Naturalism, Oxon, Routledge, 2018, 318 p. (ISBN 9781351857536, OCLC 1022845932, lire en ligne), « 27: Whither Religious Naturalism? »
26. ↑  Carl Sagan, Pale blue dot: a vision of the human future in space, New York, 1st, 1994, 7 p. (ISBN 978-0-345-37659-6)
27. ↑  Goodenough 2023, p. 18-19.
28. ↑  Gullick 2018, p. 323.
29. ↑  Donald A. Crosby, Living with ambiguity: religious naturalism and the menace of evil, Albany (N.Y.), State University of New York press, 2008, 85 p. (ISBN 978-0-7914-7519-5)
30. ↑  Chet Raymo, The Path, Walker & Company, 2003, 109 p. (ISBN 0-8027-1402-1)
31. ↑  Goodenough 2023, p. 2-3,83-84.
32. ↑  Pamela Crosby, The Routledge Handbook of Religious Naturalism, Oxon, Routledge, 2018 (ISBN 9781351857536, OCLC 1022845932, lire en ligne), « 25: Religious Naturalism and the Spirit of Query »
33. ↑  Goodenough 2023, p. 2-4.
34. ↑  Carl Sagan, Cosmos, New York, 1st, 1980, 337–338 p. (ISBN 978-0-394-50294-6)
35. ↑  (en) « History of Life on Earth | Smithsonian National Museum of Natural History », naturalhistory.si.edu (consulté le 7 septembre 2023)
36. ↑  Goodenough 2023, p. 21-36.
37. ↑  Loyal D. Rue, Everybody's story: wising up to the epic of evolution, Albany, NY, State University of New York Press, coll. « SUNY series in philosophy and biology », 2000, xii-xiii (ISBN 978-0-7914-4392-7)
38. ↑  Goodenough 2023, p. 4-5.
39. ↑  (en) Siegel, « Why Isn't Anyone Seriously Challenging The Big Bang? », Forbes (consulté le 7 septembre 2023)
40. ↑  Goodenough 2023, p. 162-163.
41. ↑  Goodenough 2023, p. 182, 202.
42. ↑  Rue 2012, p. 114.
43. ↑  Goodenough 2023, p. 198-199.
44. ↑  Rue 2012, p. 108.
45. ↑  Goodenough 2023, p. 215.
46. ↑  Goodenough 2023, p. 189-190.
47. ↑  Goodenough 2023, p. 199.
48. ↑  Rue 2012, p. 128-129.
49. ↑  Goodenough 2023, p. 202-203.
50. ↑  Donald A. Crosby, A religion of nature, Albany, N.Y, State University of New York Press, 2002, xi (ISBN 978-0-7914-5454-1)
51. ↑  Sharon M. Kaye et Paul Thomson, Philosophy for Teens: Questioning Life's Big Ideas, Prufrock Press Inc., 2006 (ISBN 9781593632021), p. 72
52. ↑  Wildman, Wesley. Religious Naturalism: What It Can Be, and What It Need Not Be. Philosophy, Theology, and the. Nature natural Sciences. 1(1). 2014. Pages 49-51.
53. ↑  George Hooker Colton et James Davenport Whelpley, The American Review: A Whig Journal, Devoted to Politics and Literature, 1846 (lire en ligne), p. 282
54. ↑  Athanasia, American Unitarian Association, 1870 (lire en ligne), p. 6
55. ↑  Ludwig Feuerbach et George Eliot, The Essence of Christianity, Trübner, 1881 (lire en ligne), p. 103
56. ↑  Rabbi Emanuel S. Goldsmith - Reconstructionism Today Spring 2001, Volume 8, Number 3,
Jewish Reconstructionist Federation retrieved April 1, 2009
57. ↑  George Perrigo Conger, The Ideologies of Religion, 1940 (lire en ligne), p. 212
58. ↑  Edgar S Brightman, God as the Tendency of Nature to Support or Produce Values (Religious Naturalism), 1940 (lire en ligne), p. 148
59. ↑  The Journal of Religion, XXIII: October 4, 1943
60. ↑  Jerome A Stone, The Minimalist Vision of Transcendence, SUNY Press, 1991 (ISBN 9780791411599, lire en ligne), p. 9
61. 1 2  Mike Ignatowski, Religious Naturalism, Kingston, 25 juin 2006 (lire en ligne [archive du 5 mars 2016])
62. ↑  Ursula Goodenough, The Sacred Depths of Nature, Oxford University Press, 2000 (ISBN 0195136292, lire en ligne), 171
63. ↑  « Video Interview - Speaking of Faith » [archive du 11 octobre 2008], Krista's Journal, 7 avril 2005
64. ↑  Loyal Rue. Nature is Enough: Religious Naturalism and the Meaning of Life. SUNY Press. 2011.
65. ↑  « Religious Naturalism Today: The Rebirth of a Forgotten Alternative » [archive du 19 janvier 2009] (consulté le 24 février 2010)
66. ↑   When God is Gone Everything is Holy – The Making of a Religious Naturalist, Chet Raymo, 2008, p 136
67. ↑  Chet Raymo - When God is Gone Everything is Holy, Soren Books, 2008, page 114,  (ISBN 1-933495-13-8)
68. ↑  White, C. (2016), Black Lives and Sacred Humanity: Toward an African American Religious Naturalism, New York: Fordham Press
69. ↑  P. Roger Gillette, « Theology Of, By, & For Religious Naturalism » [archive du 14 novembre 2009] (consulté le 9 mars 2009)
70. ↑  Robinson, « 2029 Presentation of Skinner Award-Winning Social Justice Sermon » [archive du 19 juillet 2011], archive.uua.org (consulté le 29 novembre 2010)
71. ↑  Donald A Crosby, A Religion of Nature, State University of New York Press, août 2002 (ISBN 0791454541)
72. 1 2  « Daniel C. Dennett on What Should Replace Religions? » [archive du 13 décembre 2021]
73. ↑  The Promise of Religious Naturalism – Michael Hogue, Rowman & Littlefield Publishers, Inc., Sept.16, 2010,  (ISBN 0742562611)
74. ↑  Rev. Dr. Jerome Stone's Presentation, « 3062 Religious Naturalism: A New Theological Option » [archive du 19 juillet 2011] (consulté le 29 novembre 2010)
75. ↑  Richard Dawkins, The God Delusion, Houghton Mifflin 2006, pages 14,15,19
76. ↑  Loyal Rue, Nature is Enough, SUNY Press 2011, pages 116-122
77. ↑  Jerome A. Stone – Religious Naturalism Today: The Rebirth of a Forgotten Alternative, State U. of New York Press (Dec 2008), pages 10, 11, 141, (ISBN 0791475379)
78. ↑  « Religious Naturalist Association » (consulté le 17 septembre 2015)
79. ↑  « Spiritual Naturalist Society » (consulté le 22 février 2018) Serving Religious and Spiritual Naturalists.
80. ↑  « Unitarian Universalist Religious Naturalists » (consulté le 17 septembre 2015)
81. ↑  « Religious Naturalism Facebook Group », sur Facebook (consulté le 17 septembre 2015)
82. ↑  Jerome A. Stone – Religious Naturalism Today: The Rebirth of a Forgotten Alternative, State U. of New York Press, page 10 (Dec 2008)
83. ↑  Jerome A. Stone – Religious Naturalism Today: The Rebirth of a Forgotten Alternative, State U. of New York Press, page 221 (Dec 2008)
84. ↑  A Jewish Perspective « https://web.archive.org/web/20090117012011/http://www.religiousnaturalism.org/Perspectives_on_Religious_Naturalism.html »(Archive.org • Wikiwix • Archive.is • Google • Que faire ?), 17 janvier 2009 retrieved February 15, 2010
85. ↑  « Ian Lawton » [archive du 16 juillet 2011], Center for Progressive Christianity (consulté le 29 novembre 2010)
86. ↑  « Ian Lawton's Page »
87. ↑  « Religious Naturalism Resources » (consulté le 17 septembre 2015)
88. ↑  « International Congress on Religious Naturalism » (consulté le 17 septembre 2015)

## Lectures complémentaires
- 2015 – Donald A. Crosby – More Than Discourse: Symbolic Expressions of Naturalistic Faith, State University of New York Press,  (ISBN 1438453744)
- 2015 – Nathan Martinez – Rise Like Lions: Language and The False Gods of Civilization,  (ISBN 1507509901)
- 2008 – Donald A. Crosby – The Thou of Nature: Religious Naturalism and Reverence for Sentient Life, State University of New York Press,  (ISBN 1438446691)
- 2011 – Loyal Rue – Nature Is Enough, State University of New York Press,  (ISBN 1438437994)
- 2010 – Michael Hogue – The Promise of Religious Naturalism, Rowman & Littlefield Publishers, Inc., Sept.16, 2010,  (ISBN 0742562611)
- 2009 – Michael Ruse & Joseph Travis  – Evolution: The First Four Billion Years, Belknap Press, 2009,  (ISBN 067403175X)
- 2008 – Donald A. Crosby – Living with Ambiguity: Religious Naturalism and the Menace of Evil, State University of New York Press,  (ISBN 0791475190)
- 2008 – Michael Dowd – Thank God for Evolution:, Viking (June 2008),  (ISBN 0670020451)
- 2008 – Chet Raymo – When God Is Gone, Everything Is Holy: The Making of a Religious Naturalist, Sorin Books,  (ISBN 1933495138)
- 2008 – Kenneth R. Miller – Only a Theory: Evolution and the Battle for America's Soul, Viking Adult, 2008,  (ISBN 067001883X)
- 2008 – Eugenie C. Scott – Evolution vs. Creationism: An Introduction, Greenwood Press,  (ISBN 978-0313344275)
- 2007 – Eric Chaisson – Epic of Evolution, Columbia University Press (March 2, 2007),  (ISBN 0231135610)
- 2006 – John Haught – Is Nature Enough?, Cambridge University Press (May 31, 2006),  (ISBN 0521609933)
- 2006 – Loyal Rue – Religion Is Not About God, Rutgers University Press, July 24, 2006,  (ISBN 0813539552)
- 2004 – Gordon Kaufman – In the Beginning... Creativity, Augsburg Fortress Pub., 2004,  (ISBN 0800660935)
- 2003 – James B. Miller – The Epic of Evolution: Science and Religion in Dialogue, Pearson/Prentice Hall, 2003,  (ISBN 013093318X)
- 2002  – Donald A. Crosby – A Religion of Nature – State University of New York Press,  (ISBN 0791454541)
- 2000 – Ursula Goodenough – Sacred Depths of Nature, Oxford University Press, USA; 1 edition (June 15, 2000),  (ISBN 0195136292)
- 2000 – John Stewart – Evolution's Arrow: The Direction of Evolution and the Future of Humanity, Chapman Press, 2000,  (ISBN 0646394975)
- 1997 – Connie Barlow – Green Space Green Time: The Way of Science, Springer (September 1997),  (ISBN 0387947949)
- 1992 – Brian Swimme – The Universe Story: From the Primordial Flaring Forth to the Ecozoic Era, HarperCollins, 1992,  (ISBN 0062508350)